# 黒瀧橋
黒瀧橋（くろたきばし）は、山形県北村山郡大石田町にある最上川に架かる橋。

## 概要
山形県東根市から尾花沢市まで続くスーパー農道整備の一環として建設され、1990年に開通。大石田町豊田の深堀集落と横山の黒滝集落を結んでいる。橋の名称は古刹の黒瀧山向川寺に由来している。

## 周辺
- 深堀温泉